# 克萊蒙特 (喬治亞州)
克萊蒙特（英語：Clermont）是一個位於美國喬治亞州霍爾縣的城鎮。

## 地理
克萊蒙特的座標為34°28′38″N 83°46′27″W / 34.47722°N 83.77417°W，而該地的平均海拔高度為427米（即1401英尺）。

## 人口
根據2010年美國人口普查的數據，克萊蒙特的面積為7.73平方千米，當中陸地面積為7.69平方千米，而水域面積為0.04平方千米。當地共有人口875人，而人口密度為每平方千米113人。